# Златко Крмпотич
Златко Крмпотич (серб. Zlatko Krmpotić / Златко Крмпотић, нар. 7 серпня 1958, Белград) — югославський футболіст, що грав на позиції захисника. По завершенні ігрової кар'єри — сербський тренер.
Виступав, зокрема, за «Црвену Звезду», а також національну збірну Югославії, з якою був учасником чемпіонату світу 1982 року.

## Клубна кар'єра
Народився 7 серпня 1958 року в місті Белград. Вихованець футбольної школи клубу «Црвена Звезда». Дорослу футбольну кар'єру розпочав 1977 року в основній команді того ж клубу, в якій провів дев'ять сезонів, взявши участь у 156 матчах чемпіонату. За цей час тричі виборював титул чемпіона Югославії та двічі ставав володарем Кубка Югославії. Крім того у 1979 році зіграв у першому фінальному матчі Кубка УЄФА проти «Боруссії» з Менхенгладбаха, але команда виграти трофей не зуміла, програвши німцям за сумою двох матчів (1:1, 0:1).
Протягом 1986—1988 років Крмпотич виступав за турецьке «Генчлербірлігі», вигравши Кубок Туреччини в 1987 році, а завершив ігрову кар'єру на батьківщині у нижчоліговій команді «Бачка-Топола», за яку виступав у 1988—1991 роках.

## Виступи за збірну
Провів 25 ігор за молодіжну збірну Югославії і виграв золоті медалі на молодіжному чемпіонаті Європи в 1978 році, зігравши на тому турнірі у 5 іграх.
15 листопада 1980 року дебютував в офіційних матчах у складі національної збірної Югославії в грі в кваліфікації до чемпіонату світу 1982 проти Італії (0:2). Надалі Крмпотич зіграв ще в 3 матчах відбіркового турніру і потрапив в заявку збірної для участі в фінальній частині чемпіонату світу 1982 року в Іспанії. З трьох матчів на турнірі Златко з'являвся у двох: в іграх проти збірних Іспанії і Гондурасу. У зустрічі з Гондурасом на 81-й хвилині Крмпотич отримав жовту картку.
Останній матч за збірну провів 13 жовтня 1982 року в грі відбору на Євро-1984 зі збірною Норвегії (1:3). Загалом протягом кар'єри у національній команді, яка тривала 3 роки, провів у її формі 8 матчів.

## Кар'єра тренера
Розпочав тренерську кар'єру роботою у клубы «Бачка-Топола», а потім тренував, шведський «Дегерфорс», македонську «Слогу», турецьке «Анкарагюджю» (1998–99), югославськы «ОФК Белград» (1999–00) тв «Обилич» (2000–01) грецький «Паніліакос», казахстанський «Кайрат» (2001–02) та кувейтську «Казму» (2005–06).
Крім того Крмпотич працював з юнацькими збірними Сербії та Чорногорії до 17 років (2004–05), а потім Сербії до 19 років (2007–08), яка не пройшла кваліфікацію на чемпіонат Європи в Чехії. Після цього з серпня 2008 року по травень 2009 року був директором футбольної школи «Црвени Звезди».
Згодом протягом 2013—2014 років з перервою знову очолював тренерський штаб клубу ОФК (Белград), а з 2015 року відправився до Африки, де спочатку працював асистентом у клубі «ТП Мазембе» з ДР Конго, а потім був головним тренером у іншому місцевому клубі «Дон Боско». Надалі очолював команди інших країн з цього континента — замбійське «ЗЕСКО Юнайтед», ботсванське «Джваненг Галаксі», руандійське АПР, південноафриканське «Полокване Сіті» та танзанійський «Янг Афріканс».

## Титули і досягнення
- Чемпіон Югославії (3):

«Црвена Звезда»: 1979/80, 1980/81, 1983/84
- Володар Кубка Югославії (2):

«Црвена Звезда»: 1981/82, 1984/85
- Володар Кубка Туреччини (1):

«Генчлербірлігі»: 1986/87
- Чемпіон Європи (U-21): 1978

## Особисте життя
Є сербським хорватом.